# Aqüeducte de Segòvia
L'aqüeducte de Segòvia és una construcció romana del primer terç del segle ii dC, a l'època dels antonins, al final del regnat de Trajà o començament del d'Hadrià. Transporta l'aigua del río Frío a la ciutat de Segòvia. L'any 1985 fou nomenat, juntament amb el centre històric de la ciutat de Segòvia, Patrimoni de la Humanitat per part de la UNESCO.
L'aqüeducte comença a prop del Palau de la Granja amb arcs senzills de mig punt que condueixen l'aigua fins a la cisterna coneguda amb el nom d'El Caserón, on s'emmagatzemava l'aigua. Posteriorment, un canal transporta l'aigua fins a una segona torre, i en arribar a la plaça de Díaz Sanz comencen a formar-se dues monumentals fileres d'arcs superposats.
Consta d'una longitud de 728 metres i una alçada màxima de 28 metres i mig, als quals, a més, s'han de sumar a prop de 6 metres de fonaments en el tros principal. Consta d'una doble arcada, la inferior formada per 119 arcs de mig punt diferents segons les adaptacions al terreny, i la superior de 44 arcs que constitueixen el nucli central de l'aqüeducte.
A la part superior dels arcs es troba el canal que transporta l'aigua fins a la ciutat. L'elaboració de l'aqüeducte de tan grans dimensions ens fa veure les grans capacitats com a enginyers dels romans, i malgrat tot això mai no obliden la importància estètica que ha de tenir un element de característiques tan ciclòpies com en aquest cas.
Aquest magnífic monument s'ha mantingut en bon estat de conservació, sense grans transformacions, a causa de la grandesa de l'estructura, que imposa respecte al fet que, encara al segle xx continués exercint la seva funció original. La primera obra de reconstrucció es degué realitzar prop dels Reis Catòlics, quan es reedificaren 36 arcs respectant al màxim l'obra original.
En l'actualitat, l'estat de deteriorament de la pedra per la contaminació atmosfèrica ha estat tan alarmant que l'Estat ha hagut de protegir-lo mitjançant un minuciós procés de restauració.
Així i tot, aquesta obra ciclòpia continua cridant l'atenció de milers de turistes bocabadats de la seva brillantor i monumentalitat.

## Galeria d'imatges

Aqüeducte de Segòvia
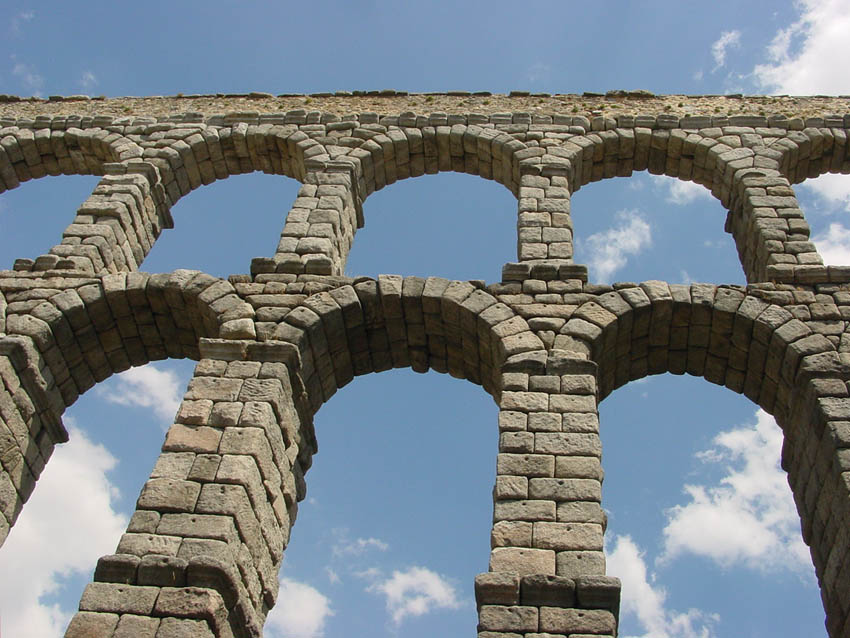
L'aqüeducte vist des de sota
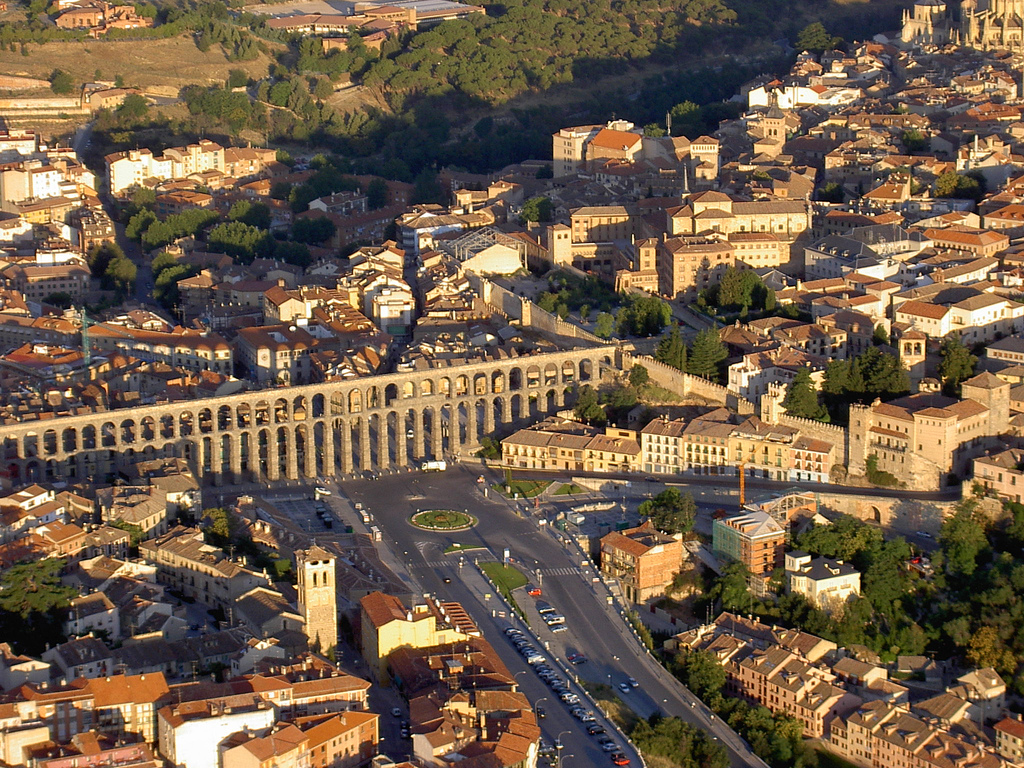
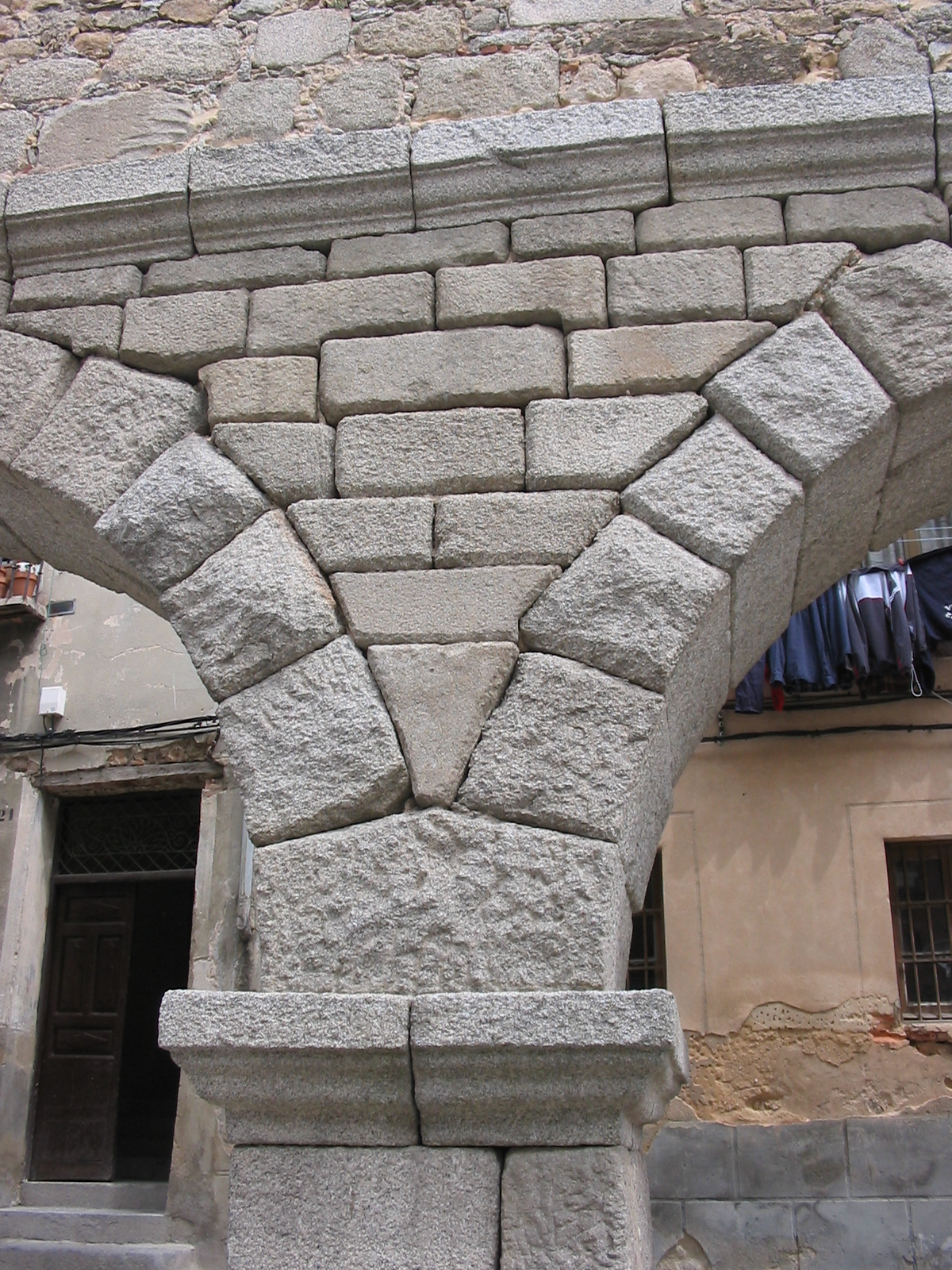
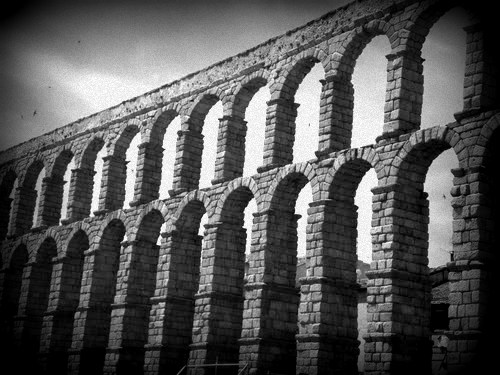
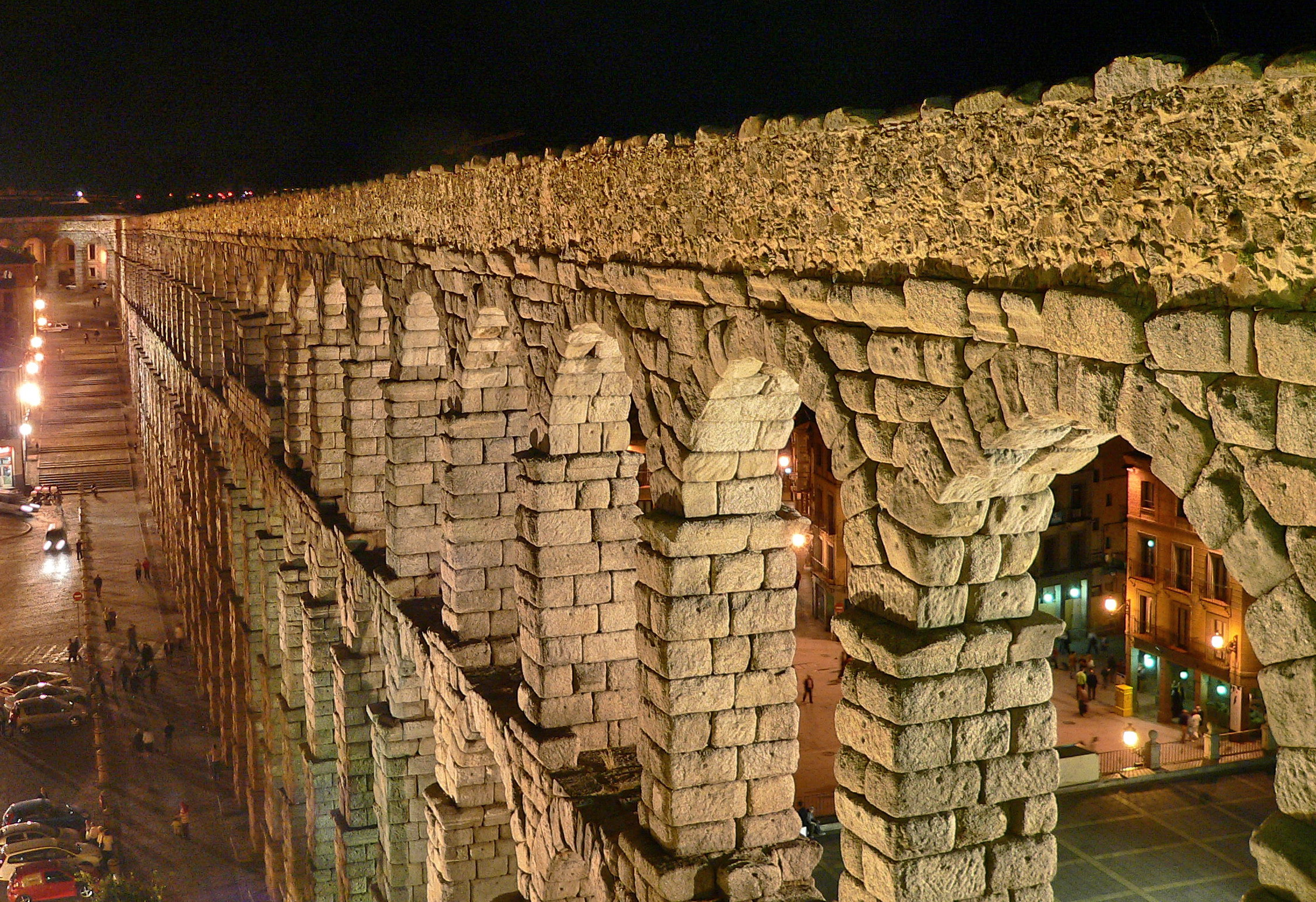
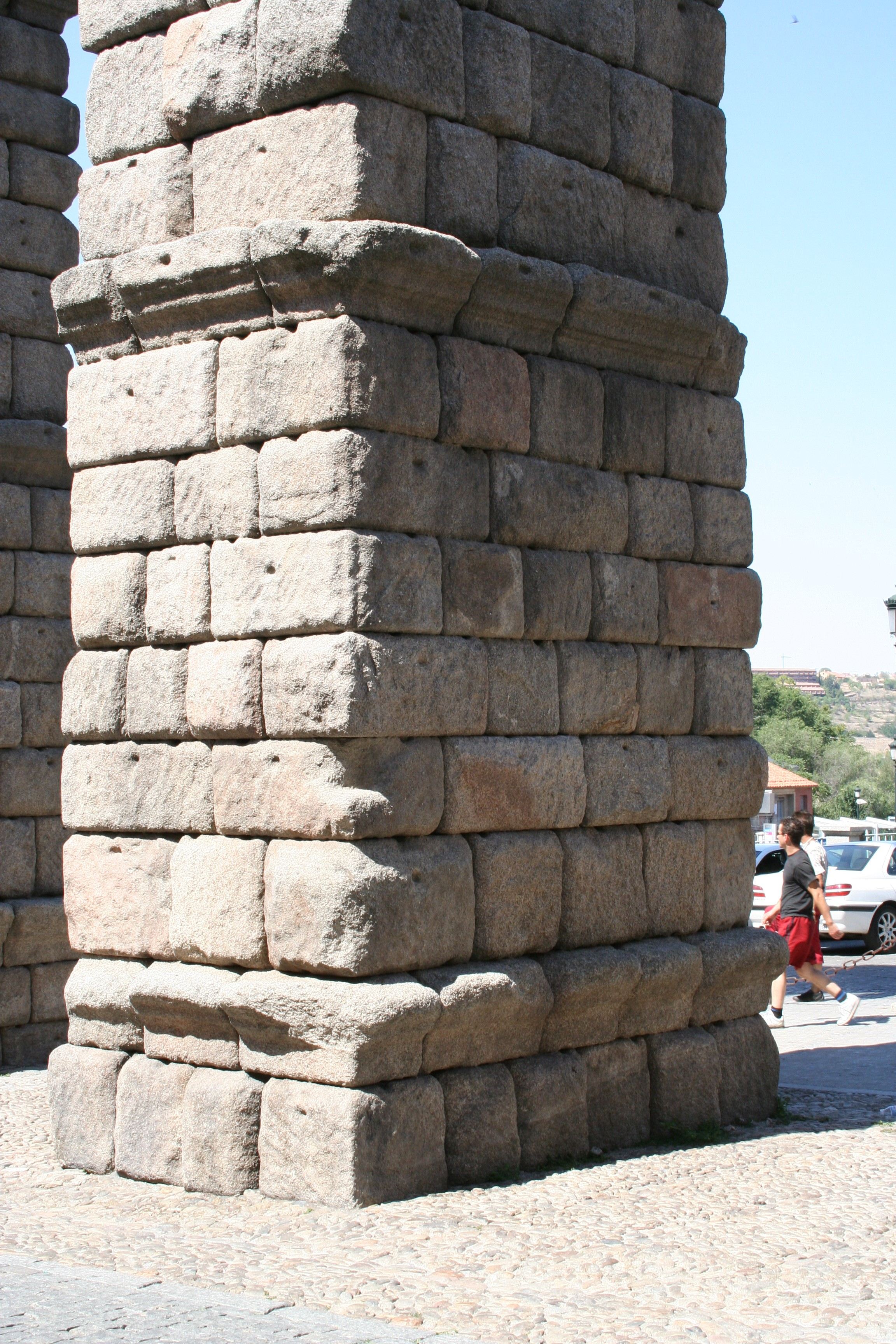
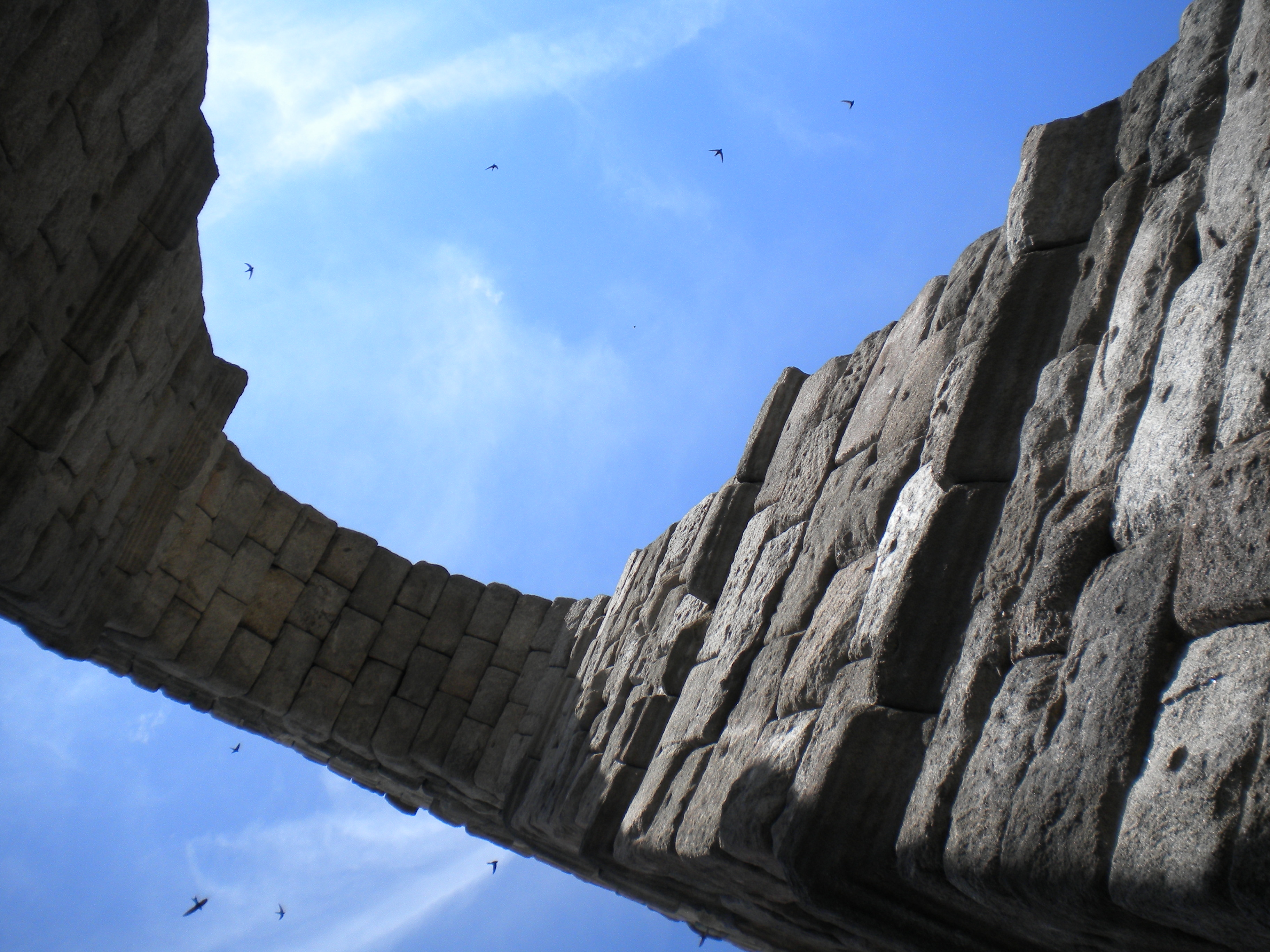